# Giro di Toscana 2014
Il Giro di Toscana 2014, ottantasettesima edizione della corsa e valido come evento dell'UCI Europe Tour 2014 categoria 1.1, si svolse il 27 luglio 2014 su un percorso totale di 195,6 km. Fu vinto dall'olandese Pieter Weening, che terminò la gara in 4h41'18", alla media di 41,72 km/h.
All'arrivo 80 ciclisti portarono a termine la gara.

## Squadre partecipanti
| N.      | Cod. | Squadra                 |
| ------- | ---- | ----------------------- |
| 1-8     | NRI  | Neri Sottoli            |
| 11-18   | ITA  | Italia                  |
| 21-28   | MTN  | MTN-Qhubeka             |
| 31-38   | IDE  | Team Idea               |
| 41-48   | OGE  | Orica-GreenEDGE         |
| 51-58   | MGK  | MG Kvis-Trevigiani      |
| 61-68   | AND  | Androni Giocattoli      |
| 71-78   | AS2  | Continental Team Astana |
| 81-88   | BAR  | Bardiani-CSF            |
| 91-98   | CEF  | Nankang-Fondriest       |
| 101-108 | COL  | Colombia                |
| 111-118 | AZT  | Area Zero Pro Team      |
| 121-128 | RVL  | RusVelo                 |
| 131-138 | VFN  | Vini Fantini-Nippo      |
| 141-148 | TNN  | Team Novo Nordisk       |
| 151-158 | TIK  | Itera-Katusha           |
| 161-168 | MKT  | Meridiana-Kamen Team    |
| 171-178 | WGG  | Wanty-Groupe Gobert     |
| 181-188 | VHS  | Vega-Hotsand            |
| 191-198 | RSW  | Gourmetfein Wels        |
| 201-208 | TBW  | Team Trefor-Blue Water  |
| 211-218 | AMO  | Amore & Vita-Selle SMP  |

## Ordine d'arrivo (Top 10)
| Pos. | Corridore          | Squadra       | Tempo    |
| ---- | ------------------ | ------------- | -------- |
| 1    | Pieter Weening     | Orica         | 4h41'18" |
| 2    | Jérôme Baugnies    | Wanty-Gobert  | a 6"     |
| 3    | Roman Maikin       | RusVelo       | s.t.     |
| 4    | Marco Canola       | Bardiani-CSF  | s.t.     |
| 5    | Adam Yates         | Orica-GreenE. | s.t.     |
| 6    | Sergej Firsanov    | RusVelo       | a 56"    |
| 7    | Rasmus Guldhammer  | Team Trefor   | a 1'08"  |
| 8    | Sergej Lagutin     | RusVelo       | s.t.     |
| 9    | Luca Chirico       | MG Kvis       | s.t.     |
| 10   | Gianfranco Zilioli | Androni       | s.t.     |